# El Cronista
El Cronista (spanisch für „der Berichterstatter“), bis 1989 El Cronista Comercial, ist eine argentinische Tageszeitung von Buenos Aires. Sie wurde im Jahr 1908 von Martin Antonio Giménez gegründet. Die erste Ausgabe wurde am 1. November 1908 veröffentlicht.

## Geschichte
Den größten Teil ihrer Geschichte war El Cronista eine Abonnementzeitung. 1973 übernahm Rafael Perrotta die Leitung des Verlages. Während der Militärdiktatur wurde Perotta verhaftet und verschwand am 13. Juni 1977. Seine Leiche wurde nie gefunden. Nach der Entführung von Rafael Perrota wurde die Zeitung an die Eigentümer des Magazins Mercado (Spanisch: Markt) verkauft. Dies waren Julián Delgado, Raul Sarmiento und Mario Alberto Borrini Sekiguchi. Ersterer verschwand ebenfalls während der Diktatur. Da die Zeitung eher regimekritisch schrieb, wurden immer wieder Journalisten entführt.
1986 wurde die Zeitung von Eduardo Eurnekian aufgekauft. 1987 entschied er, dass die Zeitung nicht mehr als Abo verkauft werden soll, sondern im Einzelverkauf. Im Lauf der Zeit wurde sie auch außerhalb von Buenos Aires verkauft und wird mittlerweile landesweit abgesetzt.
Im Jahr 1989 wurde der ursprüngliche Name in El Cronista geändert.
Als erste argentinische Zeitung wurde sie 1994 im Internet veröffentlicht.